# Hulu
Hulu (укр. Гулу) — американський потоковий VOD-сервіс, що повністю контролюється і належить The Walt Disney Company.
Спочатку послуга була створена як спільне підприємство між News Corporation та NBCUniversal, Providence Equity Partners, а пізніше і Disney Company, слугуючи сукупністю останніх епізодів телевізійних серіалів із відповідних телевізійних мереж. 2010 року Hulu запустив послугу передплати, спочатку затавровану як Hulu Plus, яка включала цілі сезони програм від компаній та інших партнерів. 2017 року компанія запустила Hulu з Live TV — OTT IPTV послугою з участю лінійних телевізійних каналів. Пізніше компанія Time Warner (нині WarnerMedia) взяла частку в службі. Станом на перший квартал 2020 року у Hulu було 35,5 мільйонів передплатників. Станом на 2 квітня 2022 року Hulu мав загалом 45,6 мільйона передплатників.
У березні 2019 року Disney придбав 21st Century Fox, привласнивши 60 % акцій Hulu. AT&T (яка придбала Time Warner Now Warner Media в 2018 році) продала свою частку в приблизно 10 % акцій наступного місяця. Comcast, єдиний сторонній акціонер, оголосив 14 травня 2019 року, що погодився передати свій контроль Disney, і домовився про те, щоб Disney придбав 33 % акцій компанії вже в 2024 році.

## Ім'я
Назва Hulu походить від двох усних китайських слів, húlu (葫芦/葫蘆), «кальян; тиква в пляшках» і hùlù (互 录/互 錄), «інтерактивний запис».

## Історія
Особи, що причетні до заснування Hulu, це Брюс Кемпбелл, Пітер Чернін, Дж. Б. Перретт, Майкл Ленг, Бет Комсток і Джейсон Кілар. Про заснування Hulu було оголошено в березні 2006 року разом з AOL, NBCUniversal (нині Comcast), Facebook, MSN, Myspace та Yahoo!, які планувалися як «початкові партнери з розповсюдження». Джейсон Кілар був призначений генеральним директором Hulu наприкінці 2007 року.
Ім'я Hulu було обрано наприкінці серпня 2007 року, коли вебсайт запустився, лише з оголошенням та без вмісту. Він запропонував користувачам залишити свої електронні адреси для майбутнього бета-тесту. У жовтні 2007 року Hulu розпочав приватне бета-тестування за запрошенням, а згодом дозволив користувачам запросити друзів. Hulu був запущений для загального доступу в США 12 березня 2008 р.. Першим продуктом, що вийшов на ринок, стала мережа HULU Syndication, яка була розроблена та створена командою NBCUniversal з Нью-Йорка 29 жовтня 2007 року, а потім придбаний домен вебсайту Hulu.com.
Hulu розпочав рекламну кампанію під час ефіру NBC Super Bowl XLIII з початковою рекламою в головній ролі з Алеком Болдуіном під назвою «Алек у Хулувуді». Відтоді в ефірі виходили реклами за участю Елізи Душку, Сета Мак-Фарлейна, Дениса Лірі та Вілла Арнетта.
У липні 2007 року Providence Equity Partners, власник Newport Television, став одним із перших «зовнішніх» інвесторів, купивши 10-процентну частку в компанії за $100 млн інвестицій в акціонерний капітал, до того, як компанія була знана як «Hulu». З його інвестиціями з'явилося місце в раді директорів, де, як говорили[хто саме?], Провіденс виступав як «незалежний голос у правлінні». У квітні 2009 року компанія Walt Disney приєдналася до консорціуму Hulu як зацікавлена сторона, плануючи пропонувати контент від ABC та Disney Channel.
На початку 2010 року виконавчий директор Hulu Джейсон Кілар заявив, що служба отримала прибуток за два квартали, і що компанія може досягти 100 мільйонів доларів доходу до літа 2010 року, що перевищує її доходи за весь 2009 рік. За даними ComScore, щомісячні відеопотоки досягли 903 мільйонів у січні 2010 року, що втричі перевищує показник роком раніше і поступається лише YouTube.
16 серпня 2010 року звіт показав, що Hulu планував первинне публічне розміщення акцій (IPO), яке може оцінити компанію на суму понад 2 мільярди доларів.
21 червня 2011 року The Wall Street Journal повідомив, що «непрохана пропозиція» змусила Hulu «зважувати, чи продавати себе». Однак 13 жовтня 2011 р. Hulu та її власники оголосили, що не будуть продавати компанію, оскільки жоден із учасників торгів не запропонував задовільної для власників суми.
У 2011 році Hulu отримала 420 мільйонів доларів доходу, що на 80 мільйонів доларів перевищило цілі компанії. Вакантну посаду генерального директора 17 жовтня 2013 р. офіційно зайняв колишній президент Fox Networks Майк Гопкінс.
У жовтні 2012 року компанія Providence продала свою 10-процентну частку власникам «засобів масової інформації Hulu» та припинила участь у правлінні.
Директор Fox Networks Group Ренді Фрір був призначений генеральним директором 24 жовтня 2017 р.

### Власність Disney Company
У грудні 2017 року Disney оголосив, що придбає 21st Century Fox, включаючи 30 % акцій Hulu, під час продажу, завершеного 20 березня 2019 року. Результатом угоди стало те, що Disney мав 60 % контрольних акцій Hulu.
15 квітня 2019 року AT&T (через WarnerMedia) продала свою 9,5 % частку акцій Hulu назад компанії за 1,43 млрд доларів.

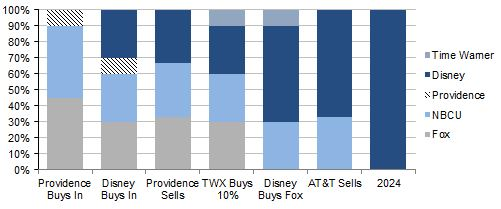
Історія власності Hulu.

14 травня 2019 року Comcast відмовився від контролю в Hulu, щоб Disney негайно вступив у дію. В результаті послуга потокового передавання стала підрозділом Walt Disney Direct-to-Consumer & International (DTCI), а Comcast фактично став безшумним партнером. Згідно з угодою, 33 % акцій Comcast можна продати Disney за справедливою ринковою вартістю вже в 2024 році. Тоді буде визначена справедлива ринкова вартість, але Disney гарантував мінімальну оцінку всієї компанії в розмірі 27,5 млрд доларів (оцінюючи частку Comcast як мінімум 5,8 млрд доларів). Ренді Фрір звітував би перед керівником Діснею Кевіном Майєром.
Після угоди генеральний директор Disney Боб Айґер пояснив, що пряма інтеграція Hulu зі студіями Disney дозволить збільшити інвестиції в оригінальний вміст що, в свою чергу, дозволить йому «зробити послугу ще більш привабливою та більшим значенням для споживачі».
NBCUniversal продовжуватиме ліцензувати свій вміст на сервіс щонайменше до 2024 року, але у нього буде можливість розпочати перехід своїх ексклюзивних угод з Hulu на невиключні умови, починаючи з 2020 року, і закінчувати інші угоди із вмістом, починаючи з 2022 року.
Disney заявив, що контроль над Hulu є третім основним компонентом його стратегії прямого споживача, доповнюючи послугу спортивного потокового передавання ESPN+ та майбутню (вже діючу) програму Disney+ (яка буде зосереджена насамперед на сімейному вмісті з флагманських франшиз Disney та студій). Hulu був би орієнтований на «загальні» розваги та контент, націлений на зрілу аудиторію.
31 липня 2019 року Disney реорганізував структуру звітування Hulu, розмістивши команду Hulu's Scripted Originals під відділом Walt Disney Television. Відповідно до нової структури, SVP оригінального сценарійного вмісту Hulu підпорядковувався безпосередньо голові телекомпаній Disney Television Studios та ABC Entertainment. Станом на листопад 2019 року FX та Fox Searchlight були призначені постачати Hulu вмістом.
У січні 2020 року Disney виключив роль генерального директора Hulu як частину повної інтеграції Hulu з бізнес-моделлю Діснея. Згідно з новою структурою, топ-менеджери Hulu підпорядковуватимуться безпосередньо DTCI та керівництву Walt Disney Television. 31 січня 2020 року генеральний директор Ренді Фрір подав у відставку з посади в рамках великої реструктуризації потокового бізнесу Діснея; У рамках реструктуризації Disney оголосив 25 лютого 2020 року, що Келлі Кемпбелл керуватиме Hulu в якості президента, звітуючи перед головою DTCI Кевіном Майєром.

## Партнери
Після запуску своєї послуги Hulu підписав угоди з кількома новими постачальниками контенту, роблячи додатковий матеріал доступним для споживачів. 30 квітня 2009 року компанія Walt Disney оголосила, що приєднається до цього підприємства, придбавши 27 відсотків акцій Hulu.
Починаючи з 15 серпня 2011 року, глядачі контенту з Fox та суміжних мереж повинні аутентифікувати платну кабельну або супутникову службу скрізь, де Fox транслює епізоди, в тому числі на Hulu, щоб мати можливість дивитися їх вранці після першого ефіру. Люди, які не підписалися, побачать ці епізоди із затримкою на тиждень, перш ніж їх можна буде переглянути.
28 жовтня 2011 р. Hulu оголосив, що вони уклали п'ятирічну угоду з The CW, надаючи потоковому сайту доступ до вмісту наступного дня з шести основних мереж. 18 вересня 2013 року Hulu оголосив багаторічну угоду з ВВС, яка забезпечить 2000 епізодів зі 144 різних проєктів за перші 12 місяців.
У 2015 році Hulu почав пропонувати контент із Showtime за додаткові 8,99 доларів на місяць, що дешевше, ніж власний сервіс потокового шоу Showtime. 16 червня 2016 р. Hulu оголосив угоду з телевізійною групою Disney-ABC на ексклюзивні права SVOD на минулі сезони семи каналів Disney Channel, Disney Junior та Disney XD, а також понад 20 оригінальних фільмів Діснея.
Угода CW з Hulu закінчилася 18 вересня 2016 року; міжсезонне потокове передавання поточних програм CW перейшло на власні цифрові платформи мережі, і Netflix почав переносити останні сезони програм CW до 2019 року. Станом на пусто 2017, обмежена кількість вмісту з бібліотеки CBS доступна за запитом, переважно обмежені шоу, які більше не створюють нових епізодів. 4 січня 2017 року повідомлялося, що було досягнуто домовленості про пряму трансляцію CBS та декількох афілійованих каналів до майбутньої потокової служби Hulu, а також про надання більшої кількості шоу на замовлення.
У квітні 2018 року Hulu оголосив про партнерство зі Spotify, яке дозволяє користувачам купувати обидві потокові послуги за зниженою ціною на місяць. Ця знижка також включає ще більшу знижку для студентів університетів.

## Продукти

### Служба передплати Hulu
Служба передплати Hulu була запущена в бета-версії (попередній перегляд) 29 червня 2010 р. та офіційно запущена 17 листопада 2010 р. Під брендом Hulu Plus. Послуга залишалася підтримкою реклами, але вона пропонує розширену бібліотеку контенту, що включає цілі сезони, доступ через день до поточного сезонного вмісту та більше доступних епізодів шоу. Також Hulu запустила додатки Hulu Plus на інших типах пристроїв, включаючи мобільні, цифрові медіаплеєри та відеоігрові приставки. На кінець 2011 року Hulu Plus мав близько 1,5 мільйона передплатників.
29 квітня 2015 року було оголошено, що брендування «Hulu Plus» буде припинено, і що послуга надалі буде продаватися просто як «Hulu», щоб розмістити її у відповідності зі своїми конкурентами, які мають лише підписку. На той час послуга зросла до 9 мільйонів абонентів.
У липні 2015 року Wall Street Journal повідомляв, що Hulu вивчає можливість безрекламної підписки приблизно від 12 до 14 доларів на місяць. Це було підтверджено як продовження Станом на 2 2015, за планом «Без реклами» за ціною 11,99 доларів США, що на 4 долари перевищує щомісячну ставку в 7,99 доларів США для передплати «Обмежена реклама» хоча кілька виділених мережевих серій (менше 10) зберігатимуть попередній і пост-роликовий ad pod. Починаючи з 2019 року, Hulu планує розпочати показ екранних оголошень, коли глядач призупинить показ, хоча неясно, чи стосуватиметься це клієнтів за тарифом No Ads на 11,99 дол.
У травні 2016 року Hulu оголосив, що досяг 12 мільйонів підписників. У січні 2018 року Hulu оголосив, що досяг 17 мільйонів підписників.
8 серпня 2016 року Hulu оголосив, що припинить свій безкоштовний вміст відеозапису на замовлення та передасть його Yahoo! на новому вебсайті під назвою Yahoo! Screen. Ця послуга містить останні серії серій ABC, Fox та NBC. Вебсайт Hulu тепер присвячений суто послугам передплати.
У травні 2018 року Hulu представив об'ємний звук 5.1 на деяких пристроях за оригінальний вміст. У грудні 2016 року Hulu розпочав потоковий вміст у форматі 4K, також обмежений оригінальним вмістом. Відео 4K було тихо представлено в 2018 році та відновлено в липні 2019 року. HDR- відео не підтримується.
23 січня 2019 року Hulu оголосив про зниження ціни на 2 долари для базового плану, що підтримується рекламою, до 5,99 доларів. Щомісячний план у розмірі 5,99 доларів США пропонувався як акційна пропозиція з кінця 2017 року, коли користувачі, які зареєструвались (або відновили акаунти, які раніше закінчили свою послугу) протягом періоду дії пропозиції, зберігали ціну протягом усього року, перш ніж сплачувати за звичайною ставкою.
З моменту запуску Disney + у листопаді 2019 року послуга була доступна в США в комплекті з Hulu та ESPN +, вартість якої становить 12,99 доларів США на місяць для рекламованого рівня Hulu та 18,99 доларів США для безкоштовної реклами ярус хулу.

### Hulu + Live TV
У травні 2016 року, Hulu оголосила, що планує почати пропонуючи більш-топ IPTV сервіс з «живим програмуванням відширокомовних і кабельних марок» деякий час в 2017. Наприкінці 2016 року співвласники 21st Century Fox та The Walt Disney Company домовились про надання своїх каналів потоковій службі, до якої приєднався Time Warner, який раніше домовився з Hulu.
Послуга, яка спочатку продавалася як «Hulu with Live TV», була запущена в бета-версії 3 травня 2017 року. Пізніше його було перейменовано на «Hulu + Live TV». Послуга включала прямі трансляції понад 50 мовних та кабельних каналів, включаючи канали п'яти основних мовних мереж — ABC, CBS, NBC, Fox та The CW, а також кабельні канали, що належать співавторам Hulu NBCUniversal та The Компанія Walt Disney, а також ViacomCBS, WarnerMedia Entertainment, Scripps Networks Interactive, Fox Corporation та A+E Networks, а HBO, Cinemax, та Showtime доступні як доповнення за додаткову плату. Представники Hulu заявили, що вона має намір укласти угоди про перевезення з незалежними групами мовлення, щоб отримати права розповсюдження місцевих станцій з додаткових ринків.
Спочатку вартість послуги становила 39,99 доларів на місяць. У грудні 2019 року ціна була збільшена до $ 54,99 на місяць (після того, як раніше була підвищена до $ 44,99). До травня 2018 року послуга охопила 800 000 абонентів. У третьому кварталі 2019 року Hulu обігнав Sling TV як провідну послугу платного телебачення OTT в США з 2,7 мільйонами передплатників.

## Глядачі
Номери відвідуваності сайту відстежують такі вимірювальні фірми, як ComScore, рейтинги Nielsen та Quantcast. У партнерстві з comScore, Hulu є першою цифровою компанією, яка отримала мультиплатформові вимірювання на індивідуальному рівні, що включає спільний перегляд пристроїв у вітальні.
Надійність цих показників була поставлена під сумнів, частково завдяки широко розходящимся оцінкам. Наприклад, у період з травня по червень 2010 року ComScore оновив свою методологію підрахунку балів та свої оцінки щодо Hulu зменшившись з 43,5 мільйона унікальних та спеціальних глядачів до 24 мільйонів за один місяць. У звіті про цифрові тенденції comScore за 2010 рік, у звіті comScore Digital Year in Review було виявлено, що за Hulu спостерігали вдвічі більше, ніж за глядачами, які дивились на вебсайтах п'яти основних телевізійних мереж разом узятих.
У травні 2018 року Hulu оголосив, що перевершив 20 мільйонів підписників у США. Підсумки, за якими компанія відстає від Netflix близько 36 мільйонів підписок, були розкриті під час презентації в ЗМІ в новоназваному театрі Хулу в Медісон Сквер Гарден в Нью-Йорку. Хулу заявив, що загальна кількість залучених користувачів зросла більш ніж на 60 %, 78 % переглядів відбувається у вітальні на під'єднаних телевізорах.

## Програмування
Hulu розповсюджує відео на своєму власному вебсайті та розподіляє свій хостинг на інші сайти а також дозволяє користувачам вставляти кліпи Hulu на свої вебсайти. На додаток до програм і фільмів NBC, ABC та Fox, Hulu веде шоу з таких мереж, як A&E, Big Ten Network, Bravo, E!, Fox Sports 2, FX, PBS, NFL Network, Oxygen, RT America, Fox Sports 1, SundanceTV, Syfy, USA Network, NBCSN та Інтернет-комедійні джерела, такі як Onion News Network. Hulu утримує від тридцяти до п'ятдесяти відсотків доходу від реклами, що генерується шоу, яке воно розподіляє.
У листопаді 2009 року Hulu також почав налагоджувати партнерські стосунки із звукозаписними компаніями для розміщення на цьому сайті музичних відео та концертних виступів, зокрема EMI в листопаді 2009 року та Warner Music Group у грудні 2009 року.
На початку березня 2010 року Viacom оголосив, що знімає з Hulu два найпопулярніші шоу вебсайту — The Colbert Report та The Daily Show. Програми виходили в ефірі Hulu з кінця 2008 року. Представник Viacom зазначив, що «в поточній економічній моделі в ній не так багато, щоб ми могли продовжувати в цей час. Якщо вони зможуть дійти до кращої моделі монетизації, ми можемо повернутися назад» У лютому 2011 року обидва шоу знову стали доступними для трансляції на Hulu. Щоденне шоу знову було видалено з Hulu в березні 2017 року, щоб змусити глядачів дивитись програму в додатках Viacom та Comedy Central.
У квітні 2017 року Хулу підписав першу ліцензійну угоду з Annapurna Pictures. Hulu також укладає продукцію з IFC Films та Magnolia Pictures.
Нові релізи від 20th Century Studios не відразу будуть доступні на будь-якому Disney+ або Hulu, як це має існуючий вихідний контракт з HBO до 2022
У травні 2018 року Hulu оголосив про свою першу в історії ліцензійну угоду з DreamWorks Animation, ставши ексклюзивним потоковим провайдером для майбутніх художніх фільмів DWA, а також бібліотечних фільмів. DWA транслювалась суто через Netflix з 2013 року. Фільми будуть доступні на сервісі в 2019 році, тоді як оригінальні серії з'являться пізніше в 2020 році.
У жовтні 2018 року PocketWatch випустив 90 22-хвилинних епізодів перепакованого вмісту від своїх партнерів-розробників YouTube на Hulu та Amazon Prime Video та у партнерстві з Paramount Pictures, щоб ліцензувати їх міжнародним дистриб'юторам.
4 грудня 2018 року Hulu підтвердив ексклюзивну багаторічну угоду SVOD на перший погляд із Funimation.
У червні 2019 року Hulu та FX підписали угоду про вихід із Lionsgate, де Hulu та FX отримали б повагу до прав на трансляцію та телебачення фільмів, що вийшли під маркою Lionsgate у 2020 та 2021 роках.
У серпні 2019 року Hulu погодився контролювати права трансляції на майбутні фільми, що вийшли завдяки Блікер-стріт.
2 березня 2020 р. Hulu запустив спеціальний «хаб» для контенту від FX, що має назву FX на Hulu, при цьому послуга стала ексклюзивним потоковим магазином для поточних та минулих серій з мережі. Починаючи з Breeders, нові епізоди оригінальних серіалів FX також стають доступними на Hulu відразу після їх телевізійного ефіру, а окремі серії також будуть прем'єрними суто на сервісі.

### Оригінальний зміст
З 17 січня 2011 року по 24 квітня 2014 року Hulu транслював власний вебсеріал «Ранок після», безтурботне шоу новин про поп-культуру. Його випустили Хулу спільно з HDFilms Джейса Холла, а зірки Браян Кіммет та Джинджер Гонзага. Створення шоу було першим для компанії, яка в минулому була переважно розповсюджувачем вмісту.
16 січня 2012 року Hulu оголосив, що випустить свою першу оригінальну програму на основі сценарію під назвою Battleground, прем'єра якої відбулася в лютому 2012 року. Програма виходила в ефірі на безкоштовній вебслужбі Hulu, а не на підписці Hulu Plus. Поле бою описується як політична драма в документальному стилі.
Пізніше того ж місяця Хулу оголосив, що випустить The Fashion Fund — шестисекційний реаліті-серіал, а переможець шоу отримає 300 000 доларів для початку своєї кар'єри.
Щоб продовжити оригінальний програмовий рух, Hulu оголосив, що на його службі заплановано випуск семи оригінальних програм: «Поле бою», «День у житті» та «До швидкості», про які вже згадувалося раніше; а 19 квітня Hulu додав до свого списку ще чотири шоу: « Не кидай свою мрію», «Потік», «Чудові» та «Ми пішли далі». Деякі з цих програм почали виходити в ефір у 2012 році, тоді як інші відбулись у найближчі кілька років.
21 травня 2012 р. Hulu оголосив, що приведе Кевіна Сміта до свого складу оригінальних програм. Сміт проводить дискусійне шоу під назвою Spoilers, яке почало виходити в середині 2012 року.
У березні 2016 року Lionsgate Premiere та Hulu спільно придбали права на розповсюдження фільму "Джоші який пізніше вийшов у прокат 12 серпня 2016 року
4 травня 2016 року Hulu придбав «Бітлз: вісім днів на тиждень» як перше придбання документального фільму в рамках запланованої колекції документальних фільмів Hulu. Прем'єра фільму відбулася театрально 15 вересня, перед дебютом у потоковій службі 17 вересня
У 2017 році ESL співпрацює з Hulu для випуску чотирьох серій киберспорту (Player v. Player, Bootcamp, Defining Moments і ESL Replay).
У липні 2020 року Джої Кінг уклав першу угоду з Хулу. Згідно з цим пактом, Кінг, який у віці 20 років є одним з наймолодших, що коли-небудь уклали угоду з потоковою мережею, буде створювати серіали для Hulu.

### Південний парк
12 липня 2014 року було оголошено, що Хулу підписав трирічну угоду про придбання ексклюзивних прав на потокове передавання в Інтернеті бібліотеки South Park.
Було оголошено, що починаючи з вересня 2014 року, після прем'єри 18-го сезону, лише 30 вибраних епізодів будуть доступні для безкоштовного перегляду на вебсайті за раз, а нові епізоди будуть доступні протягом цілого місяця, починаючи з наступного дня після вихідних ефірів. У червні 2020 року шоу вийшло з служби через придбання прав на трансляцію HBO Max.

### Неонова алея
Neon Alley — це аніме-орієнтована на Viz Media послуга потокового передавання, яка запустилася 2 жовтня 2012 року потоковою передачею як на ринки США, так і на Канаду. На початку квітня 2014 року служба припинила роботу з оригінальним форматом прямої трансляції та перезапустила її як платформу відео на замовлення (FVOD), доступну на вебсайті або під'єднаних до Інтернету пристроях через Hulu. Оскільки Hulu був недоступний на канадському ринку, згодом Neon Alley обмежила свою послугу в США. 21 липня 2016 року телеканал Tubi оголосив, що розпочав трансляцію певних назв Viz в Канаді.
Hulu відомий завдяки трансляції аніме-назв від багатьох дистриб'юторів, включаючи Funimation, TMS Entertainment та Bandai Visual, на додаток до Viz Media.

### Міжнародні платформи
- Rakuten VIKI (азійські програми)

## Нагороди
Оригінальна серія Hulu «Казка служниці» отримала дві нагороди на 33-й щорічній премії Асоціації телевізійних критиків за програму року та видатні досягнення в драмі. На 69 -й нагородженні Primetime Emmy Awards Хулу отримав загалом вісім нагород за серіал і став першим потоковим сервісом, який виграв Видатну драматичну серію. «Казка служниці» також отримала «Emmy» за видатну режисуру, видатний сценарій, видатну кінематографію та видатний дизайн. Елізабет Мосс виграла «Emmy» за видатну головну актрису, а Енн Дауд — за видатну актрису другого плану. На 75-й премії «Золотий глобус» «Казка слугині» принесла додому дві нагороди — «Найкраща телевізійна драма» та «Найкраща актриса в драматичному серіалі» (Елізабет Мосс).
На премії «Документальний фільм критиків» 2016 року перший документальний фільм Хулу «Бітлз: вісім днів на тиждень — гастрольні роки» здобув нагороду за найкращий музичний документальний фільм. Документальний фільм також отримав премію «Греммі» за найкращий музичний фільм на премії «Греммі» 2017 року та найкращий документальний фільм на 16-й щорічній премії «Фільми для дорослих». На « Еммі» творчих мистецтв документальний фільм заробив два «Emmy», включаючи «Видатне редагування звуку» та «Видатне змішування звуку».
На 68-ій нагороді Primetime Emmy Awards Хулу отримав перші номінації на премію Emmy за оригінальну серію, 11.22.63, та за спеціальну виборчу програму Triumph's 2016. У 2016 році Хулу отримав першу номінацію на «Золотий глобус» за оригінальний серіал «Казуал» для серіалу «Комедія».

## Міжнародна доступність
У липні 2010 року Financial Times повідомила, що Hulu кілька місяців працювала над планами міжнародного запуску Hulu Plus, і визначила Велику Британію та Японію ринками, на яких його безкоштовний вебсайт та модель підписки можуть працювати. Виконавчий директор Hulu Джейсон Кілар висловив переконання, що модель США може бути відтворена деінде, сказавши: «Ми не будемо задоволені, поки це не буде глобальною послугою». Перша експансія Hulu на міжнародний ринок відбулася з запуском послуги в Японії 1 вересня 2011 р. 27 лютого 2014 року Nippon TV оголосив, що придбає японський бізнес Hulu. Служба буде підтримувати назву Hulu за ліцензією, а Hulu продовжуватиме надавати свою інфраструктуру та підтримку службі як регіональний ліцензіат. Nippon TV також планував випустити власний оригінальний контент для послуги.

Оскільки права на його вміст уже належать іншим мовникам, американські служби відео на замовлення, включаючи Hulu, зазвичай не доступні в Канаді. Хулу також назвав невеликий рекламний ринок у Канаді як причину не запускати в цій країні. Права на оригінальні серії Хулу часто підбирали вітчизняні мовники; наприклад, проєкт Mindy був збережений попереднім домом для ефіру, Citytv, після переїзду до Hulu, The Handmaid's Tale був придбаний кабельною мережею Bell Media Bravo (не пов'язаною з каналом, що належить NBC) та її потоковою службою Crave, та «Шлях» від Showcase Canada.
Disney's Q3 FY20 Earnings Results
Відсутність міжнародних операцій вважалося потенційним недоліком Hulu порівняно з його побратимом потокової служби Disney+ та конкурентами, такими як Prime Video та Netflix. Під час конференц-дзвінка 8 листопада 2018 року генеральний директор Disney Боб Айґер заявив, що після придбання 21st Century Fox він планує зробити значніші інвестиції в Hulu, включаючи ширше міжнародне розширення. У лютому 2020 р. Ігер оголосив, що міжнародна експансія Hulu розпочнеться на початку 2021 р.
Під час конференц-дзвінка 5 серпня 2020 року Боб Чапек, який обіймав посаду генерального директора компанії Disney наприкінці лютого від Ігера, оголосив, що нова послуга потокової передачі під брендом Star почне функціонувати на міжнародному рівні в 2021 році. Він заявив, що бренд Hulu невідомий за межами США, і тому Disney вирішив не використовувати його для нової послуги. Далі Чапек оголосив, що нова потокова служба не матиме ліцензованого вмісту від інших студій, подібно до Disney+, і на відміну від Hulu, який несе ліцензійний вміст. Натомість міжнародна служба матиме лише вміст, який належить Disney від ABC, FX, Freeform, 20th Television, 20th Century Studios та Searchlight Pictures.